# サーキュレータ

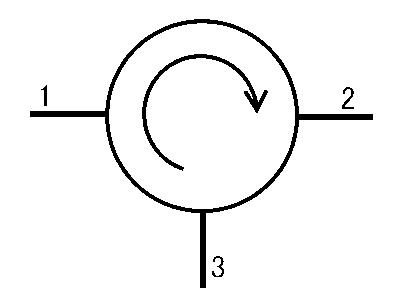
3ポートサーキュレータの回路図。ポート1に入力した信号はポート2に、ポート2から入力した信号はポート3に、ポート3から入力した信号はポート1へ出力される。逆方向には伝送しない。これらのうち1ポートに整合を取った負荷を接続するとアイソレータとなる。

サーキュレータ（英: Circulator）は、3ポート（端子）もしくはそれ以上のポート数が存在する受動的な電子部品で、あるポートに入力した高周波信号が次のポートにのみ出力され、最後のポートに入力した信号は最初のポートに出力される特性を持っている。Sパラメータで表記すると以下となる。
{\displaystyle S={\begin{pmatrix}0&0&1\\1&0&0\\0&1&0\end{pmatrix}}}
3ポートのサーキュレータに整合の取れた負荷を接続する場合、信号は残った2ポート間を一方向にしか伝わらないため、アイソレータとして利用可能である。
サーキュレータは、VHF、マイクロ波（UHFを含む）および、光通信に使用される。
3ポートの導波管のサーキュレータ（Y接合型）はファラデーの法則に基づき、直流磁場をかけるフェライトの近くの2つの異なる経路を通過する電力の相殺を利用する。
4ポートのサーキュレータは、フェライトとハイブリッド回路により構成され、これらで発生する位相差を用いて入力された電力を別の端子に出力する。
導波管のサーキュレータは両方のタイプがあり、3ポートのタイプはストリップラインを使用したより小型の素子もある。しばしば、2つ以上の3ポートのサーキュレータを接続して4つかそれ以上のポートとすることもある、しかし、この場合、厳密な4ポートのサーキュレータと特性が異なっている。
無線周波数のサーキュレータは磁化されたフェライト材料で作成され、永久磁石は磁力線を導波管に発生させる。
レーダーでは、サーキュレータはアンテナと送信機と受信機の間の信号の分離に使用される。単純なシステムではこの機能は送信機と受信機とアンテナを繋ぐスイッチが使用される。これは、レーダーに使用するパルス信号は広いダイナミックレンジを持っており、送信するパルス信号と受信するパルス信号が重なるためである。
光サーキュレータにはフェリ磁性体の希土類鉄ガーネットの結晶が使用される。
フェライト材料の代わりトランジスタを使用する「能動素子によるサーキュレータ」も存在する。しかし、扱えるパワー、線形性、信号ノイズ比（S/N比）はフェライト材料と比較してそれほど高くなく、トランジスタによるサーキュレータは、低周波における（面積効果の高い）場合のみに使用される場合が多い。レーダーや他の通信システムにおける送信機と受信機はトランジスタ（や真空管）で構成されるため、トランジスタによるサーキュレータは単に送信信号を受信信号から差し引く場合に用いる。それでも、ほとんどの通信システムは単純で、送受信2系統のシステムは周波数分割多重化もしくは時分割多重化による単純なシステムで構成される。